# 錫肯西省
5°40′N 4°34′W / 5.667°N 4.567°W

錫肯西省（Sikensi Department），是科特迪瓦的省份，位於該國南部潟湖區，由阿涅比大區負責管轄，東面是阿博維爾省，西面是蒂亞薩萊省，成立於2005年，2014年人口78,439。